# Gerasimo III di Alessandria
Papa Gerasimo Gimaris (XVIII secolo – 17 agosto 1788), è stato papa e patriarca greco-ortodosso di Alessandria e di tutta l'Africa tra il 1783 e il 1788.
Era vescovo di Metre e Atira prima della sua elezione ad Alessandria. Considerato un uomo erudito, era esperto di esegesi biblica e attivo nel campo dell'istruzione.